# Laives
Laives (německy Leifers) je italské město s 21040 obyvateli (stav k 1. 1. 2009) v autonomní provincii Bolzano v italské autonomní oblasti Tridentsko-Horní Adiže. Leží přibližně 45 kilometrů severovýchodně od města Trento a okolo 8 kilometrů jižně od města Bolzano.

## Obyvatelstvo
Dle sčítání z roku 2001 mluví 70,42 % místních obyvatel italsky, 29,07 % německy a 0,51 % ladinsky.

## Politika
Starostové od roku 1952:
- Alfred Gerber: 1952–1956
- Ennio Janeselli: 1956–1960
- Eduard Weis: 1960–1964
- Armando Polonioli: 1964–1969
- Orlando Pristerá: 1969–1975
- Carlo Gioia: 1975–1981
- Ruggero Galler: 1981–1993
- Claudio Pasetto: 1993–1998
- Ruggero Galler: 1999–2005
- Giovanni Polonioli: 2005–2010
- Liliana Di Fede: 2010–2015
- Christian Bianchi: 2015–